# Henrietta Swan Leavitt
Henrietta Swan Leavitt (Lancaster, 4 de julio de 1868-Cambridge, 12 de diciembre de 1921) fue una astrónoma estadounidense que cambió la manera de observar el universo gracias a su descubrimiento sobre la luminosidad de las estrellas.
Leavitt estudió las estrellas variables Cefeidas, cuyo brillo varía con periodos regulares, en el Observatorio del Harvard College. Descubrió y catalogó estrellas variables en las Nubes de Magallanes, lo que le permitió deducir en 1912 que las Cefeidas de mayor luminosidad intrínseca tenían largos periodos, estableciendo la relación entre ambas características.
Un año después, Ejnar Hertzsprung determinó la distancia de unas pocas Cefeidas, lo que le permitió calibrar la relación Periodo-Luminosidad. Por lo tanto, a partir de entonces, observando el periodo de una Cefeida se podría conocer su luminosidad (y magnitud absoluta) que comparándola con la magnitud aparente observada permitiría establecer la distancia a dicha Cefeida. Este método podría utilizarse también para obtener la distancia a otras galaxias en las que se observasen estrellas Cefeidas, tal y como lo hizo Edwin Hubble en los años 1920 con la galaxia de Andrómeda.

## Biografía

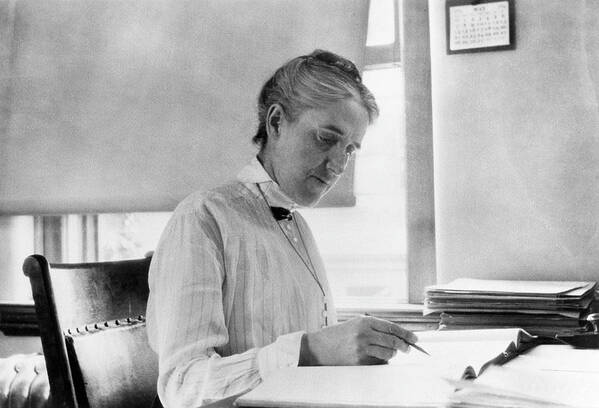
Leavitt trabajando en su escritorio en el Observatorio de la Universidad de Harvard

### La astrónoma «calculadora»
Leavitt nació en Lancaster, Massachusetts, Estados Unidos, en 1868. Se graduó a los 24 años en lo que ahora es el Radcliffe College, una universidad para mujeres asociada a Harvard. Inmediatamente después sufrió una terrible enfermedad que le provocó una profunda sordera. Cuando se recuperó, comenzó a trabajar como voluntaria al año siguiente en el Observatorio del Harvard College. Allí un grupo de mujeres, llamadas literalmente «calculadoras» (Computadoras de Harvard) realizaban tareas relativamente mecánicas, como examinar meticulosamente placas fotográficas o hacer tediosos cálculos (de ahí su denominación). Cuando la contrataron a tiempo completo trabajaba 6 días a la semana, 7 horas al día, por 25 centavos la hora. Dada la época, este trabajo de astronomía era poco reconocido y valorado, y generalmente eran los supervisores quienes se llevaban todo el mérito. En este caso, el trabajo de Leavitt quedó literalmente eclipsado al ser atribuido a sus superiores, Edward Pickering y especialmente Edwin Hubble que, según sus biógrafos, era poco dado al trabajo en equipo. A pesar de ello, pronto se ganó muy buena reputación entre el personal cualificado del observatorio. Margaret Hardwood la describió como "la mejor mente del observatorio".
Los grandes descubrimientos científicos a veces tienen sus orígenes en el análisis detallado de datos aburridos y repetitivos, y en el caso de Henrietta Leavitt ciertamente que así fue. En el estudio de todas las placas fotográficas que analizaba, observó cierto patrón en el comportamiento de un tipo de estrellas variables llamadas Cefeidas, ya que estas se hallaban en la constelación de Cefeo. Leavitt publicó en 1912 un trabajo original en el que explicaba que según sus datos esas estrellas palpitaban con un ritmo regular y tenían una mayor luminosidad intrínseca cuanto más largo era su periodo, lo cual parecía suceder de una forma bastante predecible. Se titulaba «Periodos de 25 estrellas variables en la pequeña Nube de Magallanes». Tenía apenas tres páginas e iba firmado por Pickering, aunque empezaba con la nota «este trabajo ha sido preparado por la Sta. Leavitt».
Un año después se calculó la distancia a algunas Cefeidas conocidas por otros métodos (como el del paralaje anual) y así se pudieron determinar, de forma realmente ingeniosa, muchas más distancias relativas y absolutas entre unas y otras estrellas gracias a los patrones descubiertos por Leavitt. En 1912, se confirmaron todos esos datos. Existía, por fin, una forma de medir de forma bastante precisa la distancia entre estrellas muy lejanas. De hecho, en 1918 se calculó el tamaño de la Vía Láctea empleando estos nuevos métodos.
Edwin Hubble fue quien combinó las ideas del trabajo de Leavitt con descubrimientos hechos por otros astrónomos, como los del corrimiento al rojo, para asombrar al mundo en 1923 al revelar que una mancha borrosa observable en la constelación de Andrómeda era una enorme galaxia compuesta por millones de estrellas y con un diámetro de 150.000 años luz, y el objeto más lejano observable a simple vista (está a 2,5 millones de años luz de la Tierra). Un año después Hubble pudo afirmar que el universo estaba formado no solo por nuestra galaxia, la Vía Láctea, sino por muchas otras galaxias lejanas. A esto siguieron otros trabajos que indicaban que el universo estaba en expansión y también una primera aproximación a su tamaño. Todo ello, gracias a los patrones formulados por Leavitt.
Hoy en día se siguen usando esos datos, patrones y fórmulas relativas a las Cefeidas para estudiar las distancias relativas entre las estrellas y otros objetos estelares: datos tan relevantes como el tamaño de nuestra galaxia, la distancia a estrellas lejanas o el tamaño del universo están todos ellos basados en los trabajos, observaciones y descubrimientos de Leavitt en los albores del siglo XX. Se calcula que una de cada 10 estrellas variables que los astrónomos conocen a día de hoy fue estudiada primero por Leavitt.
Impacto Científico
Según el escritor científico Jeremy Bernstein, "las estrellas variables habían sido de interés durante años, pero cuando estudiaba esas placas, dudo que Pickering pensara que haría un descubrimiento significativo, uno que eventualmente cambiaría la astronomía". La relación período-luminosidad de Cepheids, ahora conocida como la "ley de Leavitt", convirtió a las estrellas en la primera "vela estándar" en astronomía, permitiendo a los científicos calcular las distancias a estrellas demasiado lejanas para que las observaciones de paralaje estelar fueran útiles. Un año después de que Leavitt informara sus resultados, Ejnar Hertzsprung determinó la distancia de varios cefeos en la Vía Láctea; con esta calibración, se podía determinar con precisión la distancia a cualquier cefeida. 
Pronto se detectaron cefeos en otras galaxias, como Andrómeda (especialmente por Edwin Hubble entre 1923 y 1924), y se convirtieron en una parte importante de la evidencia de que las "nebulosas espirales" son galaxias independientes ubicadas lejos de la Vía Láctea. Por lo tanto, el descubrimiento de Leavitt cambiaría para siempre la imagen de la humanidad del universo, ya que impulsó a Harlow Shapley a mover el Sol desde el centro de la galaxia en el "Gran Debate" y a Edwin Hubble a mover la Vía Láctea desde el centro del universo.
El descubrimiento de Leavitt de una manera de medir con precisión las distancias en una escala intergaláctica, allanó el camino para que la astronomía moderna entendiera la estructura y la escala del universo. Los logros de Edwin Hubble, el astrónomo estadounidense que estableció que el universo se está expandiendo, también fueron posibles gracias a la innovadora investigación de Leavitt. Hubble decía a menudo que Leavitt merecía el Premio Nobel por su trabajo. El matemático Gösta Mittag-Leffler, miembro de la Academia Sueca de Ciencias, intentó nominarla para ese premio en 1925, sólo para enterarse de que había muerto de cáncer tres años antes. (El Premio Nobel no se otorga póstumamente).
Las variables Cepheid permiten a los astrónomos medir distancias de hasta unos 60 millones de años luz. Se pueden medir distancias aún mayores usando la masa máxima teórica de enanas blancas calculada por Subrahmanyan Chandrasekhar. 

### Una historia desconocida
La historia de Leavitt es desconocida para el gran público. No figura en muchos libros, ni es conocida a pesar de haber sido una mujer que hizo descubrimientos importantes en un mundo de astrónomos, tradicionalmente «solo de hombres». Tal y como cuenta Ian Lightman en «The Discoveries: The Great Breakthroughs in 20th-Century Science» (se puede ver en Youtube, a partir del minuto 31:00 a 47:00), Leavitt no recibió grandes reconocimientos en su día, ni ninguna medalla, ni premio. Pasó a la historia sin que quedaran tras de ella demasiados documentos sobre su vida, buena parte de la cual sigue siendo un misterio.
En el Observatorio del Harvard College donde comenzó a trabajar para el astrónomo Edward Charles Pickering, muchas mujeres como ella realizaron trabajos de «calculadoras», en parte por vocación, en parte por afición, por lo que ahora equivaldría a unos ocho euros la hora. Literalmente, se les pagaba por trabajar, no por pensar.
Durante toda su vida, el título profesional de Leavitt fue simplemente el de «ayudante» (assistant) y ella misma nunca pidió que la llamaran de otra forma. Padeció de sordera desde los 17 años de edad, la que se le acentuaría con los años, de modo que el silencio la acompañaría por el resto de su corta vida. Murió de cáncer abdominal el día Lunes 12 de Diciembre del año 1921, a las 22 horas con 30 minutos de ese día, y a los 53 años de edad, tal como lo describe en sus diarios de vida su colega, amiga y astrónoma Annie Jump Cannon. Tal y como cuenta Lightman, poco antes había dejado un testamento legando todos sus bienes y posesiones a su madre. Esta es la lista completa:
- Una librería y libros, 5 dólares
- Atril, 1 dólar
- Mesa, 5 dólares
- Silla, 2 dólares
- Alfombra, 4 dólares
- Mesa de trabajo, 5 dólares
- Cama con cabecero, 15 dólares
- Dos colchones, 10 dólares
- Un bono por valor de 100 dólares, otro por 96,33 dólares, dos de 50 y otro de 48,56 (Total: 344,89 dólares)

En 1925, cuatro años después de su muerte, el matemático sueco Gösta Mittag-Leffler, gran defensor de las mujeres, escribió una carta a Leavitt. Su intención era proponerla para ser nominada al Premio Nobel por sus trabajos sobre las estrellas variables y los cálculos de las distancias estelares. Sin embargo, y puesto que los premios Nobel no pueden ser entregados a título póstumo, nunca llegó a ser nominada. Sin embargo, el astrónomo estadounidense Harlow Shapley, le comunicó esta noticia a la madre y al hermano de la señorita Leavitt.

## Enfermedad y muerte

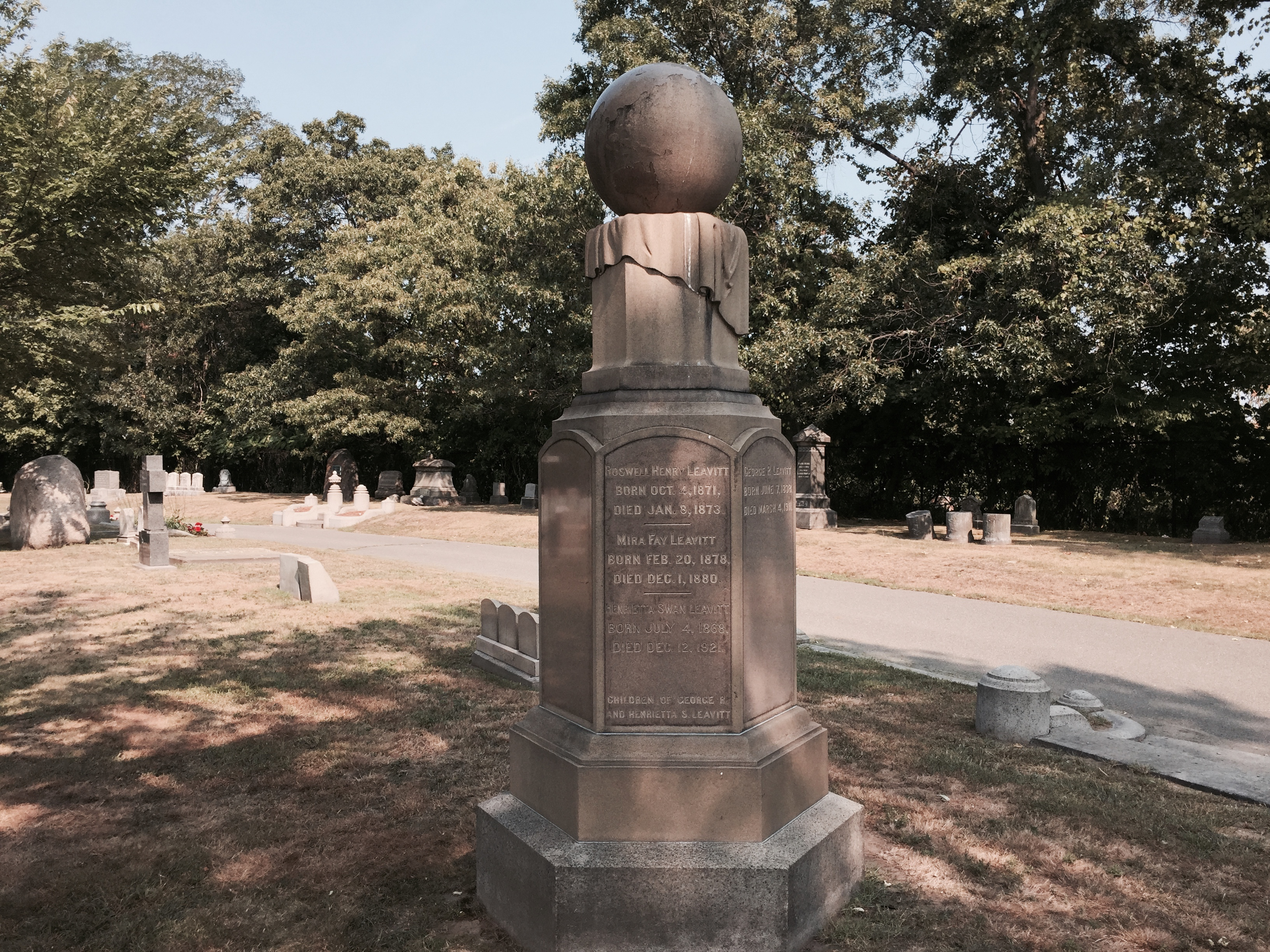
El monumento de la familia Leavitt en el cementerio de Cambridge

El trabajo científico de Leavitt en Harvard se vio interrumpido con frecuencia por enfermedades y obligaciones familiares. Sus colegas vieron su temprana muerte a la edad de 53 años por cáncer de estómago como una tragedia por razones que iban más allá de sus logros científicos. Su colega Solon I. Bailey escribió en su obituario que "tenía la feliz y alegre facultad de apreciar todo lo que era digno y adorable en los demás, y poseía una naturaleza tan llena de sol que, para ella, toda la vida se convertía en hermoso y lleno de significado":
"Sentado en la cima de una suave colina", escribe George Johnson en su biografía de Leavitt, "el lugar está marcado por un alto monumento hexagonal, encima del cual se encuentra un globo terráqueo acunado sobre un pedestal de mármol cubierto con drapeados. Su tío Erasmus Darwin Leavitt y su familia también está enterrada allí, junto con otros Leavitt". Una placa en memoria de Henrietta y sus dos hermanos, Mira y Roswell, está montada en un lado del monumento. Cerca se encuentran las tumbas de Henry y William James. No hay ningún epitafio en la tumba que recuerde los logros de Henrietta Leavitt en astronomía.

## Eponimia
- El cráter lunar Leavitt lleva el nombre de Henrietta Swan Leavitt en su honor.
- El asteroide (5383) Leavitt también lleva este nombre en su memoria.